# 何健華 (1954年)
何健華，SBS（1954年—)，香港公務員，曾任律政司政務專員。

## 簡歷
何健華於1976年加入香港政府，先後在行政主任及貿易主任職系工作。他在1993年4月加入政務職系，當時為首長級丙級政務官，並於2008年4月晉升為首長級乙一級政務官。何健華曾在前公務員事務科、前經濟科及前運輸局服務。他其後曾出任以下主要職務：
- 1998年12月至2000年12月：經濟局副局長
- 2001年1月至2004年11月：運輸局副局長
- 2004年11月至2006年3月：粵港合作統籌小組組長
- 2006年4月至2012年4月：政制事務局副秘書長（後改稱政制及內地事務局副秘書長）
- 2012年4月18日至2014年5月1日：律政司政務專員

何健華在退休後出任香港工業總會行政總裁。